# آتول گاوند
آتول گاوند (انگلیسی: Atul Gawande؛ زادهٔ ۵ نوامبر ۱۹۶۵) دانشمند در زمینه جراح و خبرنگار اهل ایالات متحده آمریکا است.
وی همچنین برندهٔ جوایزی همچون بورسیه رودز شده‌است.